# اسپینور دیراک
در نظریه میدان‌های کوانتومی، اسپینور دیراک (انگلیسی: Dirac spinor) به بای‌اسپینورِ موجود در پاسخ موج تخت {\displaystyle \psi =\omega _{\vec {p}}\;e^{-ipx}\;} معادله دیراک در فضای آزاد:
{\displaystyle \left(i\gamma ^{\mu }\partial _{\mu }-m\right)\psi =0\;,}
گفته می‌شود که در آن 
{\displaystyle \scriptstyle \psi } یک میدان نسبیتی اسپین-۱/۲،
{\displaystyle \scriptstyle \omega _{\vec {p}}} اسپینور دیراک مرتبط با یک موج تخت با بردار موج {\displaystyle \scriptstyle {\vec {p}}} و
{\displaystyle \scriptstyle px\;\equiv \;p_{\mu }x^{\mu }\;\equiv \;Et-{\vec {p}}\cdot {\vec {x}}}،
{\displaystyle \scriptstyle p^{\mu }\;=\;\left\{\pm {\sqrt {m^{2}+{\vec {p}}^{2}}},\,{\vec {p}}\right\}} برابر چاربردار موج تخت که در آن {\displaystyle \scriptstyle {\vec {p}}} اختیاری است
و {\displaystyle \scriptstyle x^{\mu }} مختصات در یک دستگاه مرجع لخت هستند.